# Egerova synagoga
Egerova synagoga v Praze byla založena koncem 17. století v pozdně barokním stylu. Jednalo se o soukromou modlitebnu rodiny Egerů, odtud její název. Byla zbourána při asanaci Josefova.